# Tipula morenae
Tipula morenae är en tvåvingeart som beskrevs av Gabriel Strobl 1900. Tipula morenae ingår i släktet Tipula och familjen storharkrankar. Inga underarter finns listade i Catalogue of Life.